# 絕地雙尊
《絕地雙尊》（英語：Double Impact）是一部1991年美國動作犯罪片，由薛爾頓·賴提執導並與尚-克勞德·范·達美合作編寫劇本、構思故事。劇情講述范·達美一人分飾兩角的華格納（Wagner）雙胞胎失散後在多年重逢，性格迂迴的兩人得攜手對抗當年殺害雙親的仇人。電影1991年8月9日在美國上映，評價兩極，但票房成功，成為范·達美的代表作。

## 劇情
1966年，商業夥伴保羅·華格納和奈傑爾·葛瑞費斯開通了香港維多利亞港隧道。保羅和他的妻子以及他們的雙胞胎嬰兒兒子查德與艾力一同出席。慶祝活動結束後，全家讓保鑣法蘭克·艾利先回家；當一家人抵達家門口時，葛瑞費斯和鄭衛文合謀派後者的三合會人馬伏擊他們，隨後發生槍戰，保羅被殺。保羅的妻子乞求三合會饒恕這對雙胞胎，但被三合會統帥孟殺死。女傭帶著艾力一起逃脫，最終將他安置於香港一家孤兒院，而查德則被法蘭克搭救並帶到法國扶養。
25年後，在洛杉磯經營武術道場的法蘭克和查德接到消息後前往香港。兩人去了一間麻將廳，讓查德與自己失散多年的雙胞胎兄弟艾力相認，同時還認識了艾力的女友丹妮爾·王爾德。法蘭克要兄弟團結起來，才能扳倒葛瑞費斯並從隧道中獲得一部分的權利費，但查德和艾力最初並不相處融洽。艾力帶他們上船，將走私的梅賽德斯車輛和香煙賣給一些中國買家，但香港警察趕到，使雙方逃脫。查德將車輛拋棄以更快地甩開警察。
回到香港後，鄭衛文和孟帶走了查德（將他誤認為艾力），要求他合作，查德拒絕後遭對方毆打並放回。另一方面，艾力要為葛瑞費斯公作的丹妮爾調查公司內有關隧道的文件，但葛瑞費斯的保鑣凱拉密切監視著她。之後，查德帶艾力和法蘭克到一座島上的廢棄酒店隱身。根據情報，查德和艾力襲擊了一樁毒品工廠並炸毀了該處。接下來，他們假裝將艾力從法國偷運過來的干邑白蘭地帶進葛瑞費斯和鄭衛文等人正在開會的夜總會。實際上這只是一箱炸彈，兄弟倆和法蘭克襲擊了會場，但沒能殺死仇人，且兄弟倆的身份曝了光。丹妮爾在搜尋文件時被凱拉搜身，隨後丹妮爾致電查德前來，但這通電話遭葛瑞費斯等人竊聽。
查德無法找到正在撿柴的艾力和法蘭克，查德則乘船獨自營救了遭凱拉人馬追殺的丹妮爾。此時的艾力著急並變得偏執，開始大量飲酒，同時想像查德和丹妮爾發生性關係。查德將丹妮爾帶回島上，但凱拉乘直升機跟隨他們，發現了他們的藏身之處。當他們返回時，艾力醉酒地襲擊了查德，然後兄弟倆憤怒地分道揚鑣。
第二天早上，查德和艾力醒來，看到三合會人馬進攻島上，儘管他們殺死了一些敵人，但法蘭克和丹妮爾被捉走。兄弟倆透過一名敵人的口中得知他們被帶到碼頭旁一艘鄭衛文的大船。兄弟倆登上船，查德殺死了孟並炸毀了船的一部分，凱拉則被艾力殺死。之後，兄弟倆分頭行動；查德帶著丹妮爾追趕葛瑞費斯，並最終利用堆高機將集裝箱壓死對方。艾力則讓鄭衛文從起重機上滑落並摔到地面而亡。查德、艾力、丹妮爾和法蘭克團聚，似乎擱置了彼此的分歧。

## 演員
- 尚-克勞德·范·達美飾演查德／艾力·華格納（Chad / Alex Wagner）
- 傑弗瑞·路易斯（英语：Geoffrey Lewis (actor)）飾演法蘭克·艾利（Frank Avery）
- 阿隆娜·蕭飾演丹妮爾·王爾德（Danielle Wilde）
- 艾倫·史卡夫（英语：Alan Scarfe）飾演奈傑爾·葛瑞費斯（Nigel Griffith）
- 陳欣健飾演鄭衛文（Raymond Zhang）
- 杨斯飾演孟（Moon）
- 柯琳娜·艾佛森（英语：Corinna Everson）飾演凱拉（Kara）
- 彼得·馬洛塔（英语：Pjetër Malota）飾演馬刺保鑣
- 埃文·盧瑞爾（英语：Evan Lurie）飾演保鑣
- 茱莉·斯特蘭飾演查德的學生
- 雪萊·蜜雪兒（英语：Shelley Michelle）飾演查德的學生
- 岑建勳飾演香港警務處警官

## 反響

### 票房
《絕地雙尊》在商業上很受歡迎，美國上映首週獲得了750萬美元的票房，當週票房排名第二。1991年8月20日，首次發布後的11天後，美國票房累計1530萬美元。全球票房總計3010萬美元。

## 外部連結
- 互联网电影数据库（IMDb）上《絕地雙尊》的资料（英文）
- 爛番茄上《絕地雙尊》的資料（英文）
- Box Office Mojo上《絕地雙尊》的資料（英文）